# Moteur Réseau
 (avril 2010).
Si vous disposez d'ouvrages ou d'articles de référence ou si vous connaissez des sites web de qualité traitant du thème abordé ici, merci de compléter l'article en donnant les références utiles à sa vérifiabilité et en les liant à la section « Notes et références ».
Un Moteur Réseau est un ensemble de code exécutable qui permet d'assurer les communications au travers d'un protocole réseau entre deux entités informatiques.

## Exemples
- RakNet